# Paolo Manunza
Paolo Manunza (Cagliari, 15 marzo 1955) è un ex calciatore italiano, di ruolo difensore.

## Caratteristiche tecniche
Giocava come marcatore, nel ruolo di terzino destro o stopper.

## Carriera
Cresciuto nelle giovanili del Cagliari, nel 1973 passa al Ragusa, con cui disputa un campionato di Serie D da titolare. L'anno successivo viene ingaggiato dalla Fiorentina, che lo fa esordire in Serie A il 27 aprile 1975 nella vittoria interna proprio contro il Cagliari. Resta la sua unica presenza nella massima serie, perché nella successiva sessione del calciomercato viene ceduto al Modena, in Serie B.
Con i canarini disputa due campionati cadetti. Nel primo, partito come rincalzo, guadagna progressivamente spazio nell'undici di Mario Caciagli totalizzando 20 presenze e un gol, sul campo dell'Avellino, mentre nel campionato 1976-1977 scende in campo in 5 occasioni. Nel 1977 passa al Piacenza, in Serie C, come contropartita per Patrizio Bonafè e Lorenzo Righi, e con i biancorossi disputa due stagioni in terza serie prima di trasferirsi al Teramo. In Abruzzo rimane per sei campionati consecutivi, tra Serie C1 e Serie C2, fino al 1985.

## Palmarès

### Giocatore

#### Competizioni nazionali
- Coppa Italia: 1

Fiorentina: 1974-1975